# Peltostromopsis artocarpi
Peltostromopsis artocarpi är en svampart som beskrevs av Bat. & A.F. Vital 1959. Peltostromopsis artocarpi ingår i släktet Peltostromopsis, divisionen sporsäcksvampar och riket svampar.   Inga underarter finns listade i Catalogue of Life.